# Harbin Aircraft Manufacturing Corporation
Harbin Aircraft Manufacturing Corporation (HAMC) est une entreprise aéronautique chinoise, située à Harbin dans la province du Heilongjiang. C'est une filiale de la China Aviation Industry Corporation.

## Histoire
La première usine ouvrit en 1952 pour réparer des avions. En 1958, elle commença à produire des exemplaires d'avions soviétiques, sous licence.
Elle produisit le Z-5, l'hélicoptère Mil Mi-4, le bombardier léger H-5 et l'Iliouchine Il-28.
Elle produisit ensuite le Harbin Y-11 (code OTAN Chan), un appareil utilitaire léger bimoteur, de sa propre conception et non plus construit sous licence. Suivit ensuite le Harbin Y-12, lequel, malgré sa ressemblance avec le Y-11, était un appareil essentiellement nouveau. 
Principaux produits :
- Harbin Z-5 (en)
- Harbin H-5
- Harbin SH-5
- Harbin Y-11 (ru)
- Harbin Y-12